# Vilkyškiai
Vilkyškiai is een plaats in de gemeente Pagėgiai in het Litouwse district Tauragė. De plaats telt 883 inwoners (2001).